# László Nagy (Eiskunstläufer)
László Nagy (* 13. August 1927 in Szombathely; † 11. April 2005) war ein ungarischer Eiskunstläufer, der im Paarlauf startete.
Im Paarlauf wurde er mit seiner Schwester Marianna Nagy in den Jahren 1950 bis 1952 und von 1954 bis 1958 ungarischer Meister. Bei Europameisterschaften erreichte das Paar siebenmal das Podium. 1950 in Oslo und 1955 in Budapest wurden sie Europameister, 1949, 1953, 1956 und 1957 Vize-Europameister und 1952 Dritte. Bei Weltmeisterschaften errangen sie 1950, 1953 und 1955 die Bronzemedaille. Bronze gewannen sie auch bei den Olympischen Spielen 1952 in Oslo und 1956 in Cortina d’Ampezzo.

## Ergebnisse

### Paarlauf
(mit Marianna Nagy)
| Wettbewerb / Jahr          | 1948 | 1949 | 1950 | 1951 | 1952 | 1953 | 1954 | 1955 | 1956 | 1957 | 1958 |
| -------------------------- | ---- | ---- | ---- | ---- | ---- | ---- | ---- | ---- | ---- | ---- | ---- |
| Olympische Winterspiele    | 7.   |      |      |      | 3.   |      |      |      | 3.   |      |      |
| Weltmeisterschaften        | 7.   | 4.   | 3.   |      |      | 3.   |      | 3.   |      |      | 7.   |
| Europameisterschaften      |      | 2.   | 1.   |      | 3.   | 2.   |      | 1.   | 2.   | 2.   | 4.   |
| Ungarische Meisterschaften |      |      | 1.   | 1.   | 1.   |      | 1.   | 1.   | 1.   | 1.   | 1.   |